# 地理教育
地理教育（ちりきょういく、Geography education）とは、地理に関連する教育活動・内容の総称である。

## 概要
一般に、地理教育は地理を学習させることにより、社会人としての人間形成を図ろうとすることを目的とする。また、日本地誌研究所（編） (1989)には、位置的・空間的・距離的に諸事象を捉えることと各地の生活は自然的・社会的条件にどのように影響を受けるかを認識できることを同値とみなし、「地理教育は、諸事象を地域的に把握させる使命を持つ」としている。

## 日本での地理教育

### 初等教育（小学校）
3年生以降、社会科の授業の中で取り扱われる。
- 中学年では「学区の観察」「地図記号」「市町村の特色（生産・消費）」などを学ぶ。
- 高学年では「日本の特色」を主に学ぶ。

### 前期中等教育（中学校）
「公民的資質の基礎を養う」という目標を掲げる。
地理は社会科の一分野（地理的分野）として捉えられる。
内容は世界と日本の諸地域学習が中心。
- 世界と日本の地域構成
- 地域の規模に応じた調査
- 世界と比べてみた日本

### 後期中等教育（高等学校）
高等学校における教科「地理歴史」における科目「地理」で扱われている。平成元年（1989年）の学習指導要領で世界史が必修に位置づけられて以来、学習指導要領改訂のたびに履修者を減らしてきたが、2022年度(令和4年度)の入学生より「地理総合」「地理探究」が設定され「地理総合」が必修科目となった。

## 各国における地理教育

### 欧米
アメリカ
現在は十分な地理教育が行われているとは言えない。例えば、1980年代にマイアミ大学が学生に対して白地図を配布し、太平洋や中華人民共和国など主要な地名を書かせたところ、かなりの者がどこにあるか分からない、という結果が出て、アメリカ社会に大きな衝撃が走った。その後、地理教育の立て直しが図られたものの、2000年代の地理の履修率は30%程度にとどまっている。
1980年代にアメリカの学力低下が顕著になったことから、地理教育の面で改善しようアメリカ地理学会（AAG）が全米地理教育協議会（NCGE）とともに「地理教育ガイドライン」（Guidelines for geographic education）を発表、ARGUSという中等学校向けの地理教材をAAGが主導して1995年に完成させた。
イギリス
大学教育では1880年代までに地理学の教育プログラムが確立した。教育の地方分権をとっているため一概に言えないが、イングランドの公立学校の特色として、以下のようなものが挙げられる。なお、イギリスでは「地理科」として独立した教科の扱いである。
- 中等地理教育の特色として、系統地理学的な学習が行われる。
- 人間と自然環境との関わりを重視しているため、生徒の人気が高い。
- また、地図学習を重視する傾向がある。

フランス
小学校4年生 - 中等学校の7年間を通じて、地理概説と地誌の循環教育が行われる。
フランスでは地理と歴史は相互補完的なものと認識されており、大学レベルでは地理学を専攻する者は、副専攻が歴史学となる。日本と同じく地理歴史科で1つの教員免許であり、1990年の教員免許状取得者の85%が歴史学専攻であったが、歴史学専攻者でも地理を教える意欲は高い。ただし、歴史学専攻者は自然地理学の指導時間数が少ない傾向がある。
地理に対する学問的な評価は高い方である。
西ドイツ（ドイツ）
5 - 8学年程度まで地理教育を行う。人間と自然環境との関わりを重視している。日本と比べ、自然地理の学習が重視されている。教科書は見開きで1単元分であり、各単元の問いを読み解くための資料や地図が多く掲載されている。
小学校4年生までの郷土科を中心とした地域の学習を重視するという伝統がある。近年では、事実教授（Sachunterricht）として日本の生活科と類似した科目で地理が扱われている。生物と地理が環境教育やESDにおいて中心的な役割を果たしてきた。
中学校や高校（ギムナジウム）では地誌学習が重視されてきた。しかし百科事典的な知識の羅列・網羅的な学習に対する批判が根強く、地誌学習に系統地理学習や主題学習を織り交ぜたカリキュラムとなっている。中等教育段階の教科書は系統地理的な構成がなされている州もある。また，地誌は網羅的ではなく、ある地域・都市の特徴的な問題を深く掘り下げるような記述になっている。これはペーター・シェラーの問題指向的地誌学の影響を受けている。
PISAショックによる成績不振を受け、ドイツ地理学会が地理科スタンダードを発表した。このスタンダードに法的拘束力はないが、ドイツ国内の地理教育に対して大きな影響力を持っている。
ロシア
ソビエト連邦時代は国民強化の手段として地理学が重視されたが、体制転換に伴い地理教育の地位は低下した。地理を受験科目から外す大学が多く、大学入学試験の統一国家試験で地理の選択率は3%に過ぎない。2011年に開かれた全ロシア地理教師大会では地理の必修化・独立科目化を求める決議を行った。
スイス
州ごとに教育制度が異なり、日本の学習指導要領・検定教科書に相当するものもなく、教師が自由に教える内容を決めることができる。主要な州の共通点として、中等学校の後期の3年間は地理が必須科目となっていること、地理教育の目標として世界を知ること、特に異文化・異民族に対してオープンな態度で学ぶこと、エドゥアルド・イムホーフ学派が作成している『スイス世界地図帳』（Schweizer Weltatlas）をどの学校でも採用していることが挙げられる。

### アジア
トルコ
中学校では1・2年生の授業で「国民の地理1」・「国民の地理2」としてトルコおよび近隣諸国の自然環境・経済・地誌を学ぶ。高等学校では1987/1988年のカリキュラム改訂により普通科高校の1年生のみ地理が必修で自然地理を学習することになり地理の履修率低下が指摘されるも、1991/1992年の改訂で単位制が導入され、履修率はさらに低下したと推察されている。
台湾
地理情報システム（GIS）や地理オリンピックを結びつけた教育を行い、地理教育の充実を図っている。特にGIS教育には潤沢な予算が投入されている。
韓国
地誌学習に力点が置かれており、教科書の中に資料や図が多いのが特色である。環境問題に関しては、独立した章の中で記述されているものの、各国地誌の中では触れられることが少ないといった、日本の地理教育の中で行われる環境教育と同様の問題を有している。
中国
1958年から「地理学無用論」が唱えられて学習内容が削減され、1960年代後半には初等・中等教育から地理の授業がなくなり、師範大学等の地理学科は閉鎖された。1970年に自然地理学を重視することで高等教育での地理教育が再開し、1977年に初級中学、1981年に高級中学での地理教育が再開した。
1980年代後半の地理教育について見ると、小学の地理は「自然」・「社会」の2教科に分かれ、自然科では地球・地殻・地震・大気・風・水など、社会科では身近な地域・地球と地球儀・祖国・世界について学ぶ。初級中学では独立した「地理」科が現れ、愛国主義と国際主義の意識を育むことを目的に、第1学年で地球と地図（経緯度、日付変更線、読図法など）、中国地理、第2学年で世界地理を学ぶ。高級中学では系統地理学的な基礎知識を学ぶ。高等教育では、教員養成系の大学で地理の中等教員の養成、総合大学で地理学の専門知識を持つ一般技術者の養成を目的とした教育が行われる。

### アフリカ
2010年現在、アフリカの大学で地理教育が充実している国は南アフリカ、ナイジェリア、ケニアであり、国内の大学で地理学を履修できるコースを持たないのはチャド、中央アフリカ、コンゴ民主共和国、ソマリア、エリトリアである。旧イギリス植民地、社会経済的に発展した国、人口規模の大きい国では地理教育が充実する傾向がある。

### オセアニア
ニュージーランド
ニュージーランドの高校では選択科目の比率が高いが、地理の履修率は他の社会科系の科目の中ではかなり高い。学習内容としては、自然環境だけでなく社会環境も含めた環境教育に重点が置かれており、環境を理解するスケールとして、近隣地域・国内・世界・地球を利用する。その他の特徴として自然災害のウェイトが高いこと、農業を再生可能な資源として扱っていること、系統地理的でありながら特定の地域の事例を深く掘り下げるなど地誌的要素も持っていることが挙げられる。
サモア
サモアの地理教育は、オーストラリアやニュージーランドが教科書の作成に支援していることから両国、特にニュージーランドの影響が大きい。サモア独自の社会システムや課題に関して考えさせる内容や、地球温暖化による海面上昇の危機から自然災害や資源など日本では理科で扱われる内容も含まれる。

## 歴史

### 戦前までの日本の地理教育
明治初期以降
独立の教科として扱われる。内容は日本・外国の概略と物産名などを覚えるのが主な内容であり、興味を持たせることが困難とされた。
大正末期以降
地理的な現象を推理させようという動きが、昭和に入ってから強まった。
内容には野外調査や読図（地図の読み取り）が導入され、興味を持たせるものに徐々に変化する。
中等学校では科学としての地理学に即応するものとなった。ただし、素朴な環境論的な取扱いがたいていであった。
戦時中
超国家主義な内容になる。

### 戦後日本の地理教育
戦後は、総合教科としての社会科の中に抱合された（アメリカ式）。
新制中学校の社会科
1960年以降、歴史的分野・政経的分野（現在の公民的分野）とともに、「地理的分野」として位置づく。
新制高等学校の社会科
人文地理から地理へと変わる。
高校での地理歴史科において、歴史教育、地理教育の長い歴史を持っているので、通常ではその蓄積に基づいた展開をするのが基本である。その中に、時代的要求に応えるという点で、事例学習・適切な課題を設けて行う学習などの教育方法が導入されている。

## 理論および実践

### 地理教育論
「社会科地理教育論」
人間・社会・地理についての正しい理解と公民・市民として必要な能力・態度の育成を目指す。
「地理科地理教育論」
- 社会科解体論
- 地理科独立論

### 地誌学習
地誌学習の方法には、静態地誌・動態地誌・比較地誌の3つがある。静態地誌（せいたいちし）は、ある地域の地形・気候・産業・人口・交通などの各項目を学習することによって、地域の特色を発見する学習法である。動態地誌（どうたいちし）は、ある地域のある地域的な特色（例えば、中華人民共和国の人口・フランスの農業など）を抽出し、それがどのようにして成立するかを多面的に考察する学習法である。比較地誌（ひかくちし）は2つの類似あるいは対照的な地域を比較する学習法である。静態地誌は項目羅列的で平板な内容になりやすく、動態地誌は地域の特色の選択が難しく、他地域との比較がしづらい、という難点がある。

## 課題

### 教員養成に関する課題
原則的に、日本の学校で地理教育を行う場合、小学校・中学校「社会」・高等学校「地理歴史」の免許が必要となる。

### 中学校
社会科教育を参照。
なお、中学校「社会」の免許取得のためには、地理教育が扱う分野以外に以下の分野の単位を各2単位ずつ履修する必要がある。
- 日本史・外国史
- 政治学（国際政治を含む）または法律学（特に憲法学。国際法を含む）
- 経済学（国際経済を含む）または社会学
- 哲学、倫理学または宗教学

### 高等学校
中学校「社会」・高等学校「地理歴史」「公民」教員免許は教員養成系や社会科学系の多くの大学・学部（通信教育を含む）で取得可能である。日本で高等学校「地理歴史」の教員免許を取得する際には、教育職員免許法施行規則第五条に基づき、以下の分野の単位を各2単位以上履修する必要がある。
- 日本史
- 外国史
- 人文地理学及び自然地理学
- 地誌

このほか、第六条第四欄に規定されている「各教科の指導法」として、「地理歴史」の指導法（地理歴史科教育法などと呼ばれる。基本的には、地理教育学・歴史教育学を含む）を履修する必要がある。
教育職員免許法施行規則の規定から、教員免許取得のためには地理教育が取り扱うべき分野以外に、歴史に関する分野も規定単位数以上履修しなくてはならない。免許取得のために地理教育で取り扱うべき学問領域以外の分野も学習することになる。